# Soupisky mužstev na mistrovství světa ve fotbale 2018 (skupina A)
Toto je soupiska čtyř mužstev skupiny A na Mistrovství světa ve fotbale 2018.

## Rusko
| Číslo                                       | Jméno                       | Stát / klub                 | Datum narození              | Foto                                        |
| Brankáři                                    | Brankáři                    | Brankáři                    | Brankáři                    | Brankáři                                    |
| ------------------------------------------- | --------------------------- | --------------------------- | --------------------------- | ------------------------------------------- |
| 1                                           | Igor Akinfejev -            | PFK CSKA Moskva (Rusko)     | 8.4.1986                    | Archivováno 22. 6. 2018 na Wayback Machine. |
| 12                                          | Andrej Luňov                | Zenit Petrohrad (Rusko)     | 13.11.1991                  | Archivováno 21. 6. 2018 na Wayback Machine. |
| 20                                          | Vladimir Gabulov            | Club Brugge KV (Belgie)     | 19.10.1983                  | Archivováno 21. 6. 2018 na Wayback Machine. |
| Obránci                                     |                             |                             |                             |                                             |
| 2                                           | Mário Fernandes             | PFK CSKA Moskva (Rusko)     | 19.9.1990                   | Archivováno 22. 6. 2018 na Wayback Machine. |
| 3                                           | Ilja Kutěpov                | FK Spartak Moskva (Rusko)   | 29.7.1993                   | Archivováno 22. 6. 2018 na Wayback Machine. |
| 4                                           | Sergej Ignaševič            | PFK CSKA Moskva (Rusko)     | 14.7.1979                   | Archivováno 22. 6. 2018 na Wayback Machine. |
| 5                                           | Andrej Semjonov             | RFK Achmat Groznyj (Rusko)  | 24.3.1989                   | Archivováno 22. 6. 2018 na Wayback Machine. |
| 13                                          | Fjodor Kudrjašov            | FK Rubin Kazaň (Rusko)      | 5.4.1987                    | Archivováno 22. 6. 2018 na Wayback Machine. |
| 14                                          | Vladimir Granat             | FK Rubin Kazaň (Rusko)      | 22.5.1987                   | Archivováno 22. 6. 2018 na Wayback Machine. |
| 23                                          | Igor Smolnikov              | Zenit Petrohrad (Rusko)     | 8.8.1988                    | Archivováno 21. 6. 2018 na Wayback Machine. |
| Záložníci                                   |                             |                             |                             |                                             |
| 6                                           | Děnis Čeryšev               | Villarreal CF (Španělsko)   | 26.12.1990                  | Archivováno 21. 6. 2018 na Wayback Machine. |
| 7                                           | Daler Kuzjajev              | Zenit Petrohrad (Rusko)     | 15.1.1993                   | Archivováno 21. 6. 2018 na Wayback Machine. |
| 8                                           | Jurij Gazinskij             | FK Krasnodar (Rusko)        | 20.7.1989                   | Archivováno 21. 6. 2018 na Wayback Machine. |
| 9                                           | Alan Dzagojev               | PFK CSKA Moskva (Rusko)     | 17.6.1990                   | Archivováno 21. 6. 2018 na Wayback Machine. |
| 11                                          | Roman Zobnin                | FK Spartak Moskva (Rusko)   | 11.2.1994                   | Archivováno 21. 6. 2018 na Wayback Machine. |
| 16                                          | Anton Mirančuk              | FK Lokomotiv Moskva (Rusko) | 17.10.1995                  | Archivováno 21. 6. 2018 na Wayback Machine. |
| 17                                          | Alexandr Golovin            | PFK CSKA Moskva (Rusko)     | 30.5.1996                   | Archivováno 19. 6. 2018 na Wayback Machine. |
| 18                                          | Jurij Žirkov                | Zenit Petrohrad (Rusko)     | 20.8.1983                   | Archivováno 21. 6. 2018 na Wayback Machine. |
| 19                                          | Alexandr Samedov            | FK Spartak Moskva (Rusko)   | 19.7.1984                   | Archivováno 21. 6. 2018 na Wayback Machine. |
| 21                                          | Alexandr Jerochin           | Zenit Petrohrad (Rusko)     | 13.10.1989                  | Archivováno 21. 6. 2018 na Wayback Machine. |
| Útočníci                                    |                             |                             |                             |                                             |
| 10                                          | Fjodor Smolov               | FK Krasnodar (Rusko)        | 9.2.1990                    | Archivováno 21. 6. 2018 na Wayback Machine. |
| 15                                          | Alexej Mirančuk             | FK Lokomotiv Moskva (Rusko) | 17.10.1995                  | Archivováno 21. 6. 2018 na Wayback Machine. |
| 22                                          | Arťom Dzjuba                | PFK Arsenal Tula (Rusko)    | 22.8.1988                   | Archivováno 21. 6. 2018 na Wayback Machine. |
| Hlavní trenér                               |                             |                             |                             |                                             |
| Stanislav Čerčesov 2.9.1963                 | Stanislav Čerčesov 2.9.1963 | Stanislav Čerčesov 2.9.1963 | Stanislav Čerčesov 2.9.1963 | Archivováno 21. 6. 2018 na Wayback Machine. |
| Soupiska na FIFA.com                        |                             |                             |                             |                                             |
| Archivováno 24. 6. 2018 na Wayback Machine. |                             |                             |                             |                                             |

## Saúdská Arábie
| Číslo                                       | Jméno                       | Stát / klub                     | Datum narození              | Foto                                        |
| Brankáři                                    | Brankáři                    | Brankáři                        | Brankáři                    | Brankáři                                    |
| ------------------------------------------- | --------------------------- | ------------------------------- | --------------------------- | ------------------------------------------- |
| 1                                           | Abdalláh Majúf              | Al-Hilal (Saúdská Arábie)       | 23.1.1987                   | Archivováno 22. 6. 2018 na Wayback Machine. |
| 21                                          | Jásir Musáilim              | Al Ahli Džidda (Saúdská Arábie) | 27.2.1984                   | Archivováno 22. 6. 2018 na Wayback Machine. |
| 22                                          | Muhammad Uvaís              | Al Ahli Džidda (Saúdská Arábie) | 10.10.1991                  | Archivováno 22. 6. 2018 na Wayback Machine. |
| Obránci                                     |                             |                                 |                             |                                             |
| 2                                           | Mansúr Harbí                | Al Ahli Džidda (Saúdská Arábie) | 19.10.1987                  | Archivováno 22. 6. 2018 na Wayback Machine. |
| 3                                           | Usáma Havsáví -             | Al-Hilal (Saúdská Arábie)       | 31.3.1984                   | Archivováno 22. 6. 2018 na Wayback Machine. |
| 4                                           | Alí Buláihí                 | Al-Hilal (Saúdská Arábie)       | 21.11.1989                  | Archivováno 22. 6. 2018 na Wayback Machine. |
| 5                                           | Umar Havsáví                | An-Nassr (Saúdská Arábie)       | 27.9.1985                   | Archivováno 22. 6. 2018 na Wayback Machine. |
| 6                                           | Muhammad Braík              | Al-Hilal (Saúdská Arábie)       | 15.9.1992                   | Archivováno 22. 6. 2018 na Wayback Machine. |
| 13                                          | Jásir Šahrání               | Al-Hilal (Saúdská Arábie)       | 25.5.1992                   | Archivováno 22. 6. 2018 na Wayback Machine. |
| 23                                          | Mutáz Havsáví               | Al Ahli Džidda (Saúdská Arábie) | 17.2.1992                   | Archivováno 22. 6. 2018 na Wayback Machine. |
| Záložníci                                   |                             |                                 |                             |                                             |
| 7                                           | Salmán Faradž               | Al-Hilal (Saúdská Arábie)       | 1.8.1989                    | Archivováno 22. 6. 2018 na Wayback Machine. |
| 8                                           | Jahjá Šahrí                 | CD Leganés (Španělsko)          | 26.6.1990                   | Archivováno 22. 6. 2018 na Wayback Machine. |
| 9                                           | Hatán Bahabrí               | Al Shabab (Saúdská Arábie)      | 16.7.1992                   | Archivováno 22. 6. 2018 na Wayback Machine. |
| 11                                          | Abdal Málik Chaíbrí         | Al-Hilal (Saúdská Arábie)       | 13.3.1986                   | Archivováno 22. 6. 2018 na Wayback Machine. |
| 12                                          | Muhammad Kanú               | Al-Hilal (Saúdská Arábie)       | 22.9.1994                   | Archivováno 22. 6. 2018 na Wayback Machine. |
| 14                                          | Abdalláh Utajf              | Al-Hilal (Saúdská Arábie)       | 3.8.1992                    | Archivováno 22. 6. 2018 na Wayback Machine. |
| 15                                          | Abdalláh Chaibárí           | Al Shabab (Saúdská Arábie)      | 16.8.1996                   | Archivováno 22. 6. 2018 na Wayback Machine. |
| 16                                          | Husajn Mudžahví             | Al Ahli Džidda (Saúdská Arábie) | 24.3.1988                   | Archivováno 22. 6. 2018 na Wayback Machine. |
| 17                                          | Tajsír Džasím               | Al Ahli Džidda (Saúdská Arábie) | 25.7.1984                   | Archivováno 22. 6. 2018 na Wayback Machine. |
| 18                                          | Sálim Davsárí               | Villarreal CF (Španělsko)       | 19.8.1991                   | Archivováno 22. 6. 2018 na Wayback Machine. |
| Útočníci                                    |                             |                                 |                             |                                             |
| 10                                          | Muhammad Šahláví            | An-Nassr (Saúdská Arábie)       | 10.1.1987                   | Archivováno 22. 6. 2018 na Wayback Machine. |
| 19                                          | Fahád Muválad               | Levante UD (Španělsko)          | 14.9.1994                   | Archivováno 22. 6. 2018 na Wayback Machine. |
| 20                                          | Muhannad Asírí              | Al Ahli Džidda (Saúdská Arábie) | 14.10.1986                  | Archivováno 22. 6. 2018 na Wayback Machine. |
| Hlavní trenér                               |                             |                                 |                             |                                             |
| Juan Antonio Pizzi 7.6.1968                 | Juan Antonio Pizzi 7.6.1968 | Juan Antonio Pizzi 7.6.1968     | Juan Antonio Pizzi 7.6.1968 | Archivováno 22. 6. 2018 na Wayback Machine. |
| Soupiska na FIFA.com                        |                             |                                 |                             |                                             |
| Archivováno 20. 6. 2018 na Wayback Machine. |                             |                                 |                             |                                             |

## Egypt
| Číslo                                       | Jméno                   | Stát / klub                      | Datum narození          | Foto                                        |
| Brankáři                                    | Brankáři                | Brankáři                         | Brankáři                | Brankáři                                    |
| ------------------------------------------- | ----------------------- | -------------------------------- | ----------------------- | ------------------------------------------- |
| 1                                           | Ísam Haddarí -          | At-Taawoun FC (Saúdská Arábie)   | 15.1.1973               | Archivováno 22. 6. 2018 na Wayback Machine. |
| 16                                          | Šaríf Akramí            | Al Ahli Káhira (Egypt)           | 10.7.1983               | Archivováno 22. 6. 2018 na Wayback Machine. |
| 23                                          | Muhammad Šanáví         | Al Ahli Káhira (Egypt)           | 18.12.1988              | Archivováno 22. 6. 2018 na Wayback Machine. |
| Obránci                                     |                         |                                  |                         |                                             |
| 2                                           | Alí Gabr                | West Bromwich Albion FC (Anglie) | 1.1.1989                | Archivováno 22. 6. 2018 na Wayback Machine. |
| 3                                           | Ahmad Almuhammadí       | Aston Villa FC (Anglie)          | 9.9.1987                | Archivováno 22. 6. 2018 na Wayback Machine. |
| 6                                           | Ahmad Hegází            | West Bromwich Albion FC (Anglie) | 25.1.1991               | Archivováno 22. 6. 2018 na Wayback Machine. |
| 7                                           | Ahmad Fasí              | Al Ahli Káhira (Egypt)           | 10.11.1984              | Archivováno 22. 6. 2018 na Wayback Machine. |
| 12                                          | Ajmán Ašraf             | Al Ahli Káhira (Egypt)           | 9.4.1991                | Archivováno 22. 6. 2018 na Wayback Machine. |
| 13                                          | Muhammad Abdal Šáfí     | Al Fatá (Saúdská Arábie)         | 1.7.1985                | Archivováno 22. 6. 2018 na Wayback Machine. |
| 15                                          | Mahmúd Hamdí            | Zamalek SC (Egypt)               | 1.6.1995                | Archivováno 22. 6. 2018 na Wayback Machine. |
| 20                                          | Saad Samír              | Al Ahli Káhira (Egypt)           | 1.4.1989                | Archivováno 22. 6. 2018 na Wayback Machine. |
| Záložníci                                   |                         |                                  |                         |                                             |
| 4                                           | Umar Gábir              | Los Angeles FC (USA)             | 30.1.1992               | Archivováno 22. 6. 2018 na Wayback Machine. |
| 5                                           | Sam Mursí               | Wigan Athletic FC (Anglie)       | 10.9.1991               | Archivováno 22. 6. 2018 na Wayback Machine. |
| 8                                           | Tárik Hamad             | Zamalek SC (Egypt)               | 24.10.1988              | Archivováno 22. 6. 2018 na Wayback Machine. |
| 17                                          | Muhammad Alnaní         | Arsenal FC (Anglie)              | 11.7.1992               | Archivováno 22. 6. 2018 na Wayback Machine. |
| 19                                          | Abdalláh Saíd           | Kuopion Palloseura (Finsko)      | 13.7.1985               | Archivováno 22. 6. 2018 na Wayback Machine. |
| 21                                          | Mahmúd Trézéguet        | Kasimpasa Istanbul (Turecko)     | 1.10.1994               | Archivováno 22. 6. 2018 na Wayback Machine. |
| Útočníci                                    |                         |                                  |                         |                                             |
| 9                                           | Marván Muhsín           | Al Ahli Káhira (Egypt)           | 26.2.1989               | Archivováno 22. 6. 2018 na Wayback Machine. |
| 10                                          | Mohamed Salah           | Liverpool FC (Anglie)            | 15.6.1992               | Archivováno 22. 6. 2018 na Wayback Machine. |
| 11                                          | Mahmúd Kahraba          | Al-Ittihad (Saúdská Arábie)      | 13.4.1994               | Archivováno 22. 6. 2018 na Wayback Machine. |
| 14                                          | Ramadán Subhí           | Stoke City FC (Anglie)           | 23.1.1997               | Archivováno 22. 6. 2018 na Wayback Machine. |
| 18                                          | Mahmúd Shikabala        | Al-Rád (Saúdská Arábie)          | 5.3.1986                | Archivováno 22. 6. 2018 na Wayback Machine. |
| 22                                          | Amr Vardá               | Atromitos Athény (Řecko)         | 17.9.1993               | Archivováno 22. 6. 2018 na Wayback Machine. |
| Hlavní trenér                               |                         |                                  |                         |                                             |
| Héctor Cúper 16.11.1955                     | Héctor Cúper 16.11.1955 | Héctor Cúper 16.11.1955          | Héctor Cúper 16.11.1955 | Archivováno 22. 6. 2018 na Wayback Machine. |
| Soupiska na FIFA.com                        |                         |                                  |                         |                                             |
| Archivováno 20. 6. 2018 na Wayback Machine. |                         |                                  |                         |                                             |

## Uruguay
| Číslo                                       | Jméno                  | Stát / klub                       | Datum narození         | Foto                                        |
| Brankáři                                    | Brankáři               | Brankáři                          | Brankáři               | Brankáři                                    |
| ------------------------------------------- | ---------------------- | --------------------------------- | ---------------------- | ------------------------------------------- |
| 1                                           | Fernando Muslera       | Galatasaray SK (Turecko)          | 16.6.1986              | Archivováno 22. 6. 2018 na Wayback Machine. |
| 12                                          | Martín Campaňa         | CA Independiente (Argentina)      | 29.5.1989              | Archivováno 22. 6. 2018 na Wayback Machine. |
| 23                                          | Martín Silva           | CR Vasco da Gama (Brazílie)       | 25.3.1983              | Archivováno 22. 6. 2018 na Wayback Machine. |
| Obránci                                     |                        |                                   |                        |                                             |
| 2                                           | José María Giménez     | Atlético Madrid (Španělsko)       | 20.1.1995              | Archivováno 22. 6. 2018 na Wayback Machine. |
| 3                                           | Diego Godín -          | Atlético Madrid (Španělsko)       | 16.2.1986              | Archivováno 22. 6. 2018 na Wayback Machine. |
| 4                                           | Guillermo Varela       | CA Peñarol (Uruguay)              | 24.3.1993              | Archivováno 22. 6. 2018 na Wayback Machine. |
| 13                                          | Gastón Silva           | CA Independiente (Argentina)      | 5.3.1994               | Archivováno 22. 6. 2018 na Wayback Machine. |
| 16                                          | Maximiliano Pereira    | FC Porto (Portugalsko)            | 8.6.1984               | Archivováno 22. 6. 2018 na Wayback Machine. |
| 19                                          | Sebastián Coates       | Sporting Lisabon (Portugalsko)    | 7.10.1990              | Archivováno 22. 6. 2018 na Wayback Machine. |
| 22                                          | Martín Cáceres         | Lazio Řím (Itálie)                | 7.4.1987               | Archivováno 22. 6. 2018 na Wayback Machine. |
| Záložníci                                   |                        |                                   |                        |                                             |
| 5                                           | Carlos Sánchez         | Monterrey (Mexiko)                | 2.12.1984              | Archivováno 22. 6. 2018 na Wayback Machine. |
| 6                                           | Rodrigo Bentancur      | Juventus FC (Itálie)              | 25.6.1997              | Archivováno 22. 6. 2018 na Wayback Machine. |
| 7                                           | Cristian Rodríguez     | CA Peñarol (Uruguay)              | 30.9.1985              | Archivováno 22. 6. 2018 na Wayback Machine. |
| 8                                           | Nahitan Nández         | CA Boca Juniors (Argentina)       | 28.12.1995             | Archivováno 22. 6. 2018 na Wayback Machine. |
| 14                                          | Lucas Torreira         | UC Sampdoria (Itálie)             | 11.2.1996              | Archivováno 22. 6. 2018 na Wayback Machine. |
| 15                                          | Matías Vecino          | Inter Milán (Itálie)              | 24.8.1991              | Archivováno 22. 6. 2018 na Wayback Machine. |
| 17                                          | Diego Laxalt           | Janov CFC (Itálie)                | 7.2.1993               | Archivováno 22. 6. 2018 na Wayback Machine. |
| Útočníci                                    |                        |                                   |                        |                                             |
| 9                                           | Luis Suárez            | FC Barcelona (Španělsko)          | 24.1.1987              | Archivováno 11. 7. 2018 na Wayback Machine. |
| 10                                          | Giorgian De Arrascaeta | Cruzeiro Esporte Clube (Brazílie) | 1.6.1994               | Archivováno 22. 6. 2018 na Wayback Machine. |
| 11                                          | Cristhian Stuani       | Girona FC (Španělsko)             | 12.10.1986             | Archivováno 22. 6. 2018 na Wayback Machine. |
| 18                                          | Maxi Gómez             | Celta de Vigo (Španělsko)         | 14.8.1996              | Archivováno 22. 6. 2018 na Wayback Machine. |
| 20                                          | Jonathan Urreta        | Monterrey (Mexiko)                | 19.3.1990              | Archivováno 22. 6. 2018 na Wayback Machine. |
| 21                                          | Edinson Cavani         | Paris Saint-Germain FC (Francie)  | 14.2.1987              | Archivováno 22. 6. 2018 na Wayback Machine. |
| Hlavní trenér                               |                        |                                   |                        |                                             |
| Óscar Tabárez 3.3.1947                      | Óscar Tabárez 3.3.1947 | Óscar Tabárez 3.3.1947            | Óscar Tabárez 3.3.1947 | Archivováno 22. 6. 2018 na Wayback Machine. |
| Soupiska na FIFA.com                        |                        |                                   |                        |                                             |
| Archivováno 20. 6. 2018 na Wayback Machine. |                        |                                   |                        |                                             |